# Tim McInnerny
Tim McInnerny (ur. 18 września 1956 w Cheadle Hulme) – brytyjski aktor teatralny, telewizyjny i filmowy, w Polsce znany przede wszystkim ze swoich występów w serialu Czarna Żmija.

## Kariera aktorska

### Role komediowe
Jest absolwentem University of Oxford. W 1983 otrzymał swoją pierwszą poważną rolę telewizyjną w pierwszej serii Czarnej Żmii. Pojawiał się następnie we wszystkich kolejnych odsłonach tej produkcji, rozgrywających się w różnych epokach historycznych. W serii pierwszej i drugiej jego bohaterowie nosili nazwisko Percy, natomiast w serii czwartej grał kapitana Darlinga (słowo to jest odpowiednikiem polskiego "Kochanie", co wykorzystywano w licznych grach słów w serialu). W serii trzeciej pojawił się tylko w jednym odcinku, jako Scarlet Pimpernel. Ponadto grał w licznych komediach filmowych, takich jak Eryk wiking (1989), 101 dalmatyńczyków (1996), 102 dalmatyńczyki (2000), Notting Hill (1999) czy Johnny English Reaktywacja (2011).

### Role dramatyczne
McInnerny występował także w licznych rolach o poważniejszej wymowie. W 1985 zagrał w serialu Na krawędzi mroku. W 1995 wystąpił jako Sir William Catesby w filmie Ryszard III na podstawie sztuki Szekspira. W 2005 wcielił się w rolę doży Wenecji w filmie Casanova. Gościnnie występował także w serialach kryminalnych i sensacyjnych: Przygodach Sherlocka Holmesa, Tajniakach czy Morderstwach w Midsomer. Pojawił się w także w serialu science-fiction Doktor Who. W 2010 zagrał też w radiowej adaptacji książki Ja, Klaudiusz, zrealizowanej dla BBC Radio 4.
Wystąpił w teledysku Kate Bush This Woman’s Work w reżyserii samej Kate Bush w roku 1989. Pojawił się jako elegancki klient w teledysku do piosenki Westlife „Uptown Girl” (2001) z Claudią Schiffer, Jamesem Wilby i Ioanem Gruffuddem.